# Antonio Gandini
Antonio Gandini (Modena, 20 agosto 1786 – Formigine, 10 settembre 1842) è stato un compositore italiano.

## Biografia

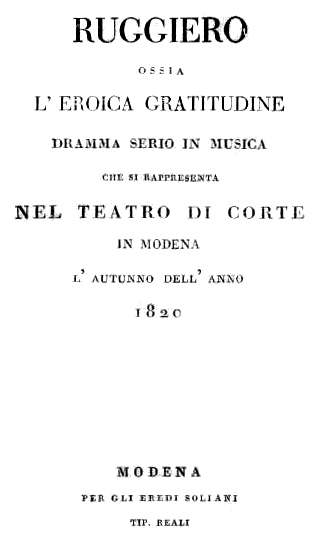
Libretto dell'opera Ruggiero (1820)

Nato a Modena nel 1786, dopo aver studiato musica sin dai suoi primi anni, non ancora ventenne, entrò a far parte dell'Accademia dei Filarmonici della città natale.
Evitato il servizio militare per le sue condizioni di salute, Antonio Gandini proseguì la sua preparazione presso il Liceo musicale di Bologna, ove ebbe per insegnante il francescano Stanislao Mattei, diplomandosi maestro compositore.
Tornato a Modena nel 1813, Francesco IV d'Austria-Este, a cui aveva dedicato la cantata La caduta dei giganti, lo nominò maestro di cappella. Nel 1816 fu nominato socio ordinario della Accademia dei Filarmonici e dal 1832 fece parte della direzione del Teatro Ducale cittadino.
Tra le sue composizioni oltre ad alcune cantate composte per celebrare gli avvenimenti di corte (la nascita della principessa Maria Teresa nel 1817, la visita dell'imperatore Francesco I d'Austria e della consorte Carolina Augusta nel 1825 e quella di Francesco I re delle Due Sicilie e della moglie Maria Isabella nel 1829) si possono citare alcune opere che furono eseguite nel Teatro Ducale: Erminia (1818) librettista Lodovico Antonio Vincenzi, Ruggiero, ossia l'eroica gratitudine (1820) da una poesia di Pietro Metastasio, Antigono (1824) da una poesia di Pietro Metastasio e Il disertore (1826) librettista Pietro Cimbardi.
Gandini si interessò anche ad opere filantropiche: fondò una società di mutuo soccorso per musicisti anziani e una scuola di canto per i giovani dell'orfanatrofio di san Filippo Neri.
Dalla moglie, Benedetta Fontana, dama della duchessa Maria Beatrice, ebbe un figlio, Alessandro, nato nel 1807, anch'egli musicista.
Morì a cinquantasei anni, nel 1842, nella sua villa di Formigine, nei pressi di Modena.